# Chlorocypha hintzi
Chlorocypha hintzi là loài chuồn chuồn trong họ Chlorocyphidae. Loài này được Grünberg mô tả khoa học đầu tiên năm 1914.